# Gabriel Rivera
Gabriel Rivera, soprannominato Señor Sack (Crystal City, 7 aprile 1961 – San Antonio, 16 luglio 2018), è stato un giocatore di football americano statunitense che ha militato nel ruolo di nose tackle nella National Football League (NFL).

## Carriera
Al college Rivera giocò a football a Texas Tech, venendo premiato come All-American. Fu scelto dai Pittsburgh Steelers come ventunesimo assoluto nel Draft NFL 1983. La selezione fu degna di nota perché gli Steelers optarono per non chiamare la stella della locale University of Pittsburgh, il quarterback Dan Marino, per essere l'erede di Terry Bradshaw. Invece, l'allenatore Chuck Noll scelse di ricostruire il lato difensivo della squadra come aveva fatto un decennio prima con "Mean" Joe Greene. Rivera era considerato uno dei defensive linemen più veloci in uscita dal college.
Con il procedere della stagione 1983, Rivera iniziò lentamente a progredire, mettendo a segno due sack nelle prime sei gare giocate. Tuttavia, il 20 ottobre 1983, il giocatore rimase paralizzato in un incidente automobilistico. Guidando in stato di ebbrezza, finì nella corsia opposta e si scontrò con un altro veicolo. L'allora ventiduenne subì danni alla testa, al collo, al petto e agli addominali, oltre che una significativa perdita di memoria. L'incidente avvenne alle 21,00 a Ross Township, un sobborgo a nord di Pittsburgh. All'epoca, Rivera era sposato con Kimberly Covington; la coppia ebbe il suo primo figlio, Timothy Rivera, tre settimane dopo, a novembre.

## Palmarès
- College Football Hall of Fame